# Секьюритизация
Секьюритизация (от англ. securities «ценные бумаги») — финансовый термин, означающий одну из форм привлечения финансирования путём выпуска ценных бумаг, обеспеченных активами, генерирующими стабильные денежные потоки (например, портфель ипотечных кредитов, автокредитов, лизинговые активы, коммерческая недвижимость, генерирующая стабильный рентный доход и т. д.).

## Описание процесса
В последнее время под термином «секьюритизация» в узком смысле стали понимать инновационную форму финансирования. Понятие секьюритизация активов (англ. Asset Securitisation) обозначает новую технику привлечения средств, которая получила широкое признание сначала в США, а потом и в Европе. Речь идёт о механизме, при котором финансовые активы списываются с баланса предприятия, отделяются от остального имущества и передаются специально созданному финансовому посреднику (Special Purpose Vehicle — SPV), а затем рефинансируются на денежном рынке или рынке капитала. Рефинансирование осуществляется либо посредством выпуска обеспеченных активами ценных бумаг (Asset-Backed Securities, ABS) либо путём получения синдицированного займа/кредита (Asset-Backed Loan).
В последнее время рынок секьюритизации активов развивается стремительными темпами. В США объём финансирования, привлечённый с помощью секьюритизации, незадолго до ипотечного кризиса 2007 года перевалил за 3 трлн долл. В старом свете рынок пока не достиг таких огромных размеров и во многих странах, компании которых редко прибегают к этой технике (Швеция, Дания, Ирландия, Бельгия), пока ещё носит эпизодический характер.
В первую очередь секьюритизация может быть интересна коммерческим банкам, имеющим значительные портфели однородных кредитов, лизинговым компаниям, фондам недвижимости и девелоперам.